# Andrew McCarthy
Andrew Thomas McCarthy (ur. 29 listopada 1962 w Westfield) – amerykański aktor, pisarz turystyczny, producent telewizyjny. 

## Życiorys
Urodził się w Westfield, w New Jersey, jako trzeci z czterech synów w rodzinie pochodzenia irlandzkiego, angielskiego, szkockiego i niemieckiego. Jego matka pracowała dla gazety, a ojciec był zaangażowany w inwestycje i akcje. Jako 15-latek przeprowadził się do Bernardsville w hrabstwie Somerset, gdzie uczęszczał do Bernards High School. Naukę kontynuował w akademii przygotowawczej Pingry School, gdzie grał w koszykówkę i występował w przedstawieniach, w tym jako Artful Dodger w musicalu Oliver. W wieku 18 lat dostał się na Uniwersytet Nowojorski, studiował także w szkole teatralnej Square Theater School w Nowym Jorku.
Karierę filmową rozpoczął od roli Jonathana Ognera w komediodramacie Klasa (Class, 1983) u boku Jacqueline Bisset i Roba Lowe’a. W 1985 debiutował na Broadwayu jako Flem w sztuce Chłopcy zimy (The Boys of Winter) z Mattem Dillonem. W 1986 wystąpił na off-Broadwayu jako Sid w spektaklu Ciała, odpoczynek i ruch (Bodies, Rest and Motion) z Williamem H. Macy.
Był zaliczany do najbardziej znanych młodych aktorów Hollywood. Najbardziej znany z ról w filmach z lat 80. np. Ognie św. Elma, Manekin (Mannequin), Weekend u Berniego (Weekend at Bernie's), Dziewczyna w różowej sukience (Pretty in Pink), Mniej niż zero (Less Than Zero) oraz w serialach np. Szminka w wielkim mieście (Lipstick Jungle), Białe kołnierzyki (White Collar), Bananowy doktor (Royal Pains). Zagrał też w Niesamowitych historiach Stevena Spielberga (Amazing stories) w odcinku 24 pierwszego sezonu pt. Ducha dziadka (Grandpa's ghost).

## Filmografia

### Filmy
- 1985: Grzeszni chłopcy (Heaven Help Us) jako Michael Dunn
- 1986: Dziewczyna w różowej sukience jako Blane McDonough
- 1987: Manekin jako Jonathan Switcher
- 1987: Mniej niż zero jako Clay Easton
- 1991: Rok pod znakiem karabinu jako David Raybourne
- 1996: Nieugięci jako Jimmy Fields
- 2000: Historia Jackie Bouvier Kennedy Onassis (TV) jako Robert 'Bobby' Kennedy
- 2002: Tajemnice Zoey jako Mike Harper
- 2008: Kroniki Spiderwick jako Richard Grace

### Seriale
- 2004: Szpital „Królestwo” jako doktor Hook
- 2008–2009: Szminka w wielkim mieście jako Joe Bennett